# Trybliophorus nigrus
Trybliophorus nigrus är en insektsart som beskrevs av Alves Dos Santos och Assis-pujol 2004. Trybliophorus nigrus ingår i släktet Trybliophorus och familjen Romaleidae. Inga underarter finns listade i Catalogue of Life.